# Stéphane Roda
Stéphane Roda, né le 16 juin 1973 à Cagnes-sur-Mer, est un footballeur français évoluant au poste d'attaquant.

## Carrière
Roda évolue durant toute sa carrière en France. De 1993 à 1996, il joue avec la réserve de l'AS Cannes avant de rejoindre pour une saison l'AFC Aurillac qui parvient jusqu'en seizièmes de finale de la Coupe de France. Il s'engage ensuite pour le FC Metz, avec lequel il ne fait qu'une apparition avec l'équipe professionnelle. Roda rejoint ensuite le FC Gueugnon avec lequel il remporte la Coupe de la Ligue 1999-2000 en battant en finale le Paris SG. Il rejoint après ce succès le RC Strasbourg où il marque cinq buts en cinquante-deux apparitions. Le Angers SCO de 2003 à 2004 puis Le Havre AC de 2004 à 2006 sont les derniers clubs de sa carrière. 

## Statistiques
| Saison    | Club          | Pays   | Division   | Championnat        | Coupes nationales | Coupe d'Europe | Sélection France |
| --------- | ------------- | ------ | ---------- | ------------------ | ----------------- | -------------- | ---------------- |
| 1996-1997 | AFC Aurillac  | France | National 2 | -                  | 2 matchs          | -              | -                |
| 1997-1998 | FC Metz       | France | Division 1 | 1 match            | -                 | -              | -                |
| 1998-1999 | FC Gueugnon   | France | Division 2 | 30 matchs / 6 buts | 1 match           | -              | -                |
| 1999-2000 | FC Gueugnon   | France | Division 2 | 20 matchs / 5 buts | 8 matchs / 2 buts | -              | -                |
| 2000-2001 | RC Strasbourg | France | Division 1 | 10 matchs          | 2 matchs          | -              | -                |
| 2001-2002 | RC Strasbourg | France | Division 2 | 21 matchs / 2 buts | 9 matchs / 3 buts | -              | -                |
| 2002-2003 | RC Strasbourg | France | Ligue 1    | 8 matchs           | 2 matchs          | -              | -                |
| 2003-2004 | Angers SCO    | France | Ligue 2    | 31 matchs / 5 buts | 2 matchs          | -              | -                |
| 2004-2005 | Le Havre AC   | France | Ligue 2    | 29 matchs / 3 buts | 3 matchs / 1 but  | -              | -                |
| 2005-2006 | Le Havre AC   | France | Ligue 2    | 17 matchs          | 1 match / 1 but   | -              | -                |

## Palmarès
- Vainqueur de la Coupe de la Ligue française de football 1999-2000 avec le FC Gueugnon.

- Vainqueur de la Coupe de France de football 2000-2001 avec le RC Strasbourg.

## Apres carrière
Stéphane RODA s'est reconverti ,après sa carrière dans le football. Il est maintenant commercial pour une société spécialisé dans les accessoires pour la pose de climatisation.